# Добретичи (община)
Община Добретичи (босн. и хорв. Opština Dobretići, серб. Општина Добретићи) — боснийская община, расположенная в центральной части Федерации Боснии и Герцеговины. Административным центром является город Добретичи (до 1995 года — Добратичи). Одна из наименее населённых общин Боснии и Герцеговины.

## География
В состав общины входят 18 католических деревень на горе Ранче в Центральной Боснии (20 километров к северо-востоку от города Яйце). Этот горный район известен как Поугарье (в честь реки Угар, протекающей с Власича по северо-восточному склону Ранче, который представляет и границу энтитета). Поугарье в годы войны входило в состав общины Скендер-Вакуф (ныне Кнежево), а затем было передано общине Яйце, но ныне является особым административным районом Добратичи.

## Население
В составе общины есть четыре населённых пункта: Добретичи, Давидовичи, Кричичи и Мелина. По состоянию на 1991 год, в общине проживало 4790 человек. После гражданской войны к 2009 году осталось только 658 человек.

## Экономика
В общине занимаются преимущественно разведением рогатого скота. Добретичи славятся благодаря изготавливаемому там власичскому сыру.